# Excrescentia mutuata
Excrescentia mutuata är en tvåvingeart som beskrevs av Boris Mamaev och Berest 1991. Excrescentia mutuata ingår i släktet Excrescentia och familjen gallmyggor.
Artens utbredningsområde är Ukraina. Arten är reproducerande i Sverige. Inga underarter finns listade i Catalogue of Life.